# Željko Cicović
Željko Cicović (Belgrad, República de Sèrbia, 2 de setembre de 1970) és un exfutbolista serbi que jugava com a porter que desenvolupà tota la seva carrera entre el Fudbalski Klub Rad i la UD Las Palmas.

## Trajectòria
Debutà amb el Fudbalski Klub Rad l'any 1989, on hi jugà fins a l'any 1997 quan fitxà per la UD Las Palmas, on jugà fins a la seva retirada l'any 2003. La temporada 1998/99 aconseguí alçar-se amb el títol de Trofeu Zamora com a porter menys golejat de Segona Divisió espanyola.
Cicović jugà, a més a més, dos partits internacionals amb la Selecció de futbol de Sèrbia i Montenegro, essent integrant de la convocatòria de la selecció sèrbia per l'Eurocopa 2000 en la qual el combinat serbi assolí els quarts de final.